# Charleston (Carolina del Sur)
Charleston es una ciudad de Carolina del Sur, Estados Unidos. Con 150 000 habitantes en 2020 es la más poblada del estado, la segunda más poblada es la capital estatal, Columbia. Sede del condado homónimo, se encuentra además en el de Berkeley, al este del estado, sobre la costa del océano Atlántico.
La ciudad fue fundada como Charlestown o Charles Towne, Carolina en 1670, y se trasladó a su actual localización en 1680, marcando el límite sur de las colonias británicas con la Florida española en ese momento (Tratado de Madrid, 1670). Hasta 1800, Charleston era, con unos 20.000 habitantes, la quinta ciudad más grande de los Estados Unidos y la Norteamérica británica, tras Filadelfia, Nueva York, Boston y Quebec (Ciudad de México tenía unos 120.000 habitantes, según el censo de 1790). Adoptó su actual nombre en 1783. También conocido como la ciudad santa (debido a la prominencia de iglesias, como se observa al ver los numerosos campanarios que puntean el horizonte de la ciudad). 
En 2007, la población estimada de la ciudad era de casi 120 000 habitantes, haciéndola la segunda ciudad más populosa de Carolina del Sur detrás de la capital del estado, Columbia. Las tendencias de las corrientes han hecho de Charleston la ciudad que crece más rápido en el centro de Carolina del Sur. Estiman que la población del área metropolitana de Charleston y de North Charleston es de 603 178 habitantes en 2007 (incluye las poblaciones de los condados de Charleston, de Berkeley, y de Dorchester). Esto alinea Charleston-Norte y Charleston como la segunda área metropolitana individual más grande del estado detrás de Columbia. Cerca del 80 % de la población vive dentro de la ciudad y en las urbanizaciones adyacentes (población año 2000: 423 410 habitantes).
La ciudad de Charleston se establece en el punto mediano de la línea de la costa del Sur de Carolina, en la unión de los ríos Ashley y Cooper. El nombre de Charleston se deriva de Charles Towne, llamada así por el rey Carlos II de Inglaterra.

## Historia

### Colonización
Después de que restauraran en el trono británico a Carlos II de Inglaterra (1660-85) después del protectorado de Oliver Cromwell, concedió el territorio de Carolina a ocho de sus amigos leales, conocido como los Señores Propietarios (Lords Proprietor), en 1663. Se tardó siete años antes de que los Lords pudieran efectuar el establecimiento; el primero se llamó Charles Town. Los colonos ingleses se establecieron la comunidad en 1670 en la ribera oeste del río Ashley, unos kilómetros al noroeste de la actual ciudad. Pronto fue elegida por Anthony Ashley-Cooper, uno de los Lords Proprietor, para convertirse en un gran puerto. Antes de 1680 el asentamiento había crecido, habían llegado gentes desde Inglaterra, de Barbados y de Virginia, y situándose en su localización peninsular actual. La capital de la colonia de Carolina, Charleston era el centro neurálgico de la expediciones para la extensión de las tierras circundantes siendo el punto situado más al sur de los asentamientos ingleses a finales del siglo XVII.
El asentamiento era objeto de ataques bien por mar o por tierra. Los asaltos periódicos de España y particularmente Francia, que mantenían colonias en la región y disputaban con Inglaterra, fueron combinados con la resistencia de los nativos, los indios, así como incursiones piratas. Los colonos de Charleston erigieron una muralla alrededor del pequeño asentamiento para ayudar en su defensa. Dos edificios sobreviven de la ciudad amurallada: el polvorín, en donde se almacenaba la pólvora del fuerte de la ciudad, y la casa rosa, una vieja taberna colonial.
Un plan de 1680 para el nuevo asentamiento, el Gran Modelo, presentando un modelo de una ciudad regular exacta y la base futura para una comunidad cada vez mayor. Se amplió la intersección de las calles Meeting y Broad con la tierra que rodeaba ampliando las calles formando un cuadrado. Al poco tiempo se conocía como las cuatro esquinas de la ley, refiriéndose a varias delegaciones relacionados con la ley gubernamental y religiosa que presidía el cuadrado y la ciudad creciente. La iglesia de San Miguel (Saint Michael's), la más antigua y conocida de las iglesias episcopales, fue construida en la esquina suroriental en 1752. Al año siguiente el Capitolio de la colonia fue erigido en el cuadrado. Debido a su posición prominente dentro de la ciudad y a su arquitectura elegante, el edificio señalaba a los ciudadanos y a los visitantes de Charleston su importancia dentro de las colonias británicas. La Corte provincial se situó en la planta baja, la asamblea de Commons House y la cámara del consejo del gobernador real se situaron en la segunda planta.

### Diversidad étnica y religiosa
Mientras que los primeros colonos llegaron principalmente de Inglaterra, la colonia de Charleston era también el hogar de una mezcla de grupos étnicos y religiosos. En épocas coloniales, Boston en Massachusetts y Charleston eran ciudades hermanadas, en donde la gente pasaba los veranos en Boston e inviernos en Charleston. Había mucho comercio con las islas Bermudas y el Caribe, con lo que gente de estas áreas vino a vivir en Charleston. Franceses, escoceses, irlandeses, y los alemanes emigraron a la ciudad, representando numerosas religiones, protestantes, católicos y judíos. Los judíos sefardíes emigraron a la ciudad en tal número que convirtió a Charleston en la mayor comunidad judía de Norteamérica a principios del siglo XIX hasta cerca de 1830. El cementerio judío de la calle Coming, el primero, establecido en 1762, atestigua la presencia judía durante muchos años en la comunidad. La primera iglesia anglicana, la iglesia episcopal de San Felipe, fue construida en 1682, aunque fue destruida más adelante por un incendio siendo reconstruida en su localización actual. Los esclavos también abarcaron una porción importante de la población, siendo activos en la comunidad religiosa de la ciudad. Charlestonian. Los esclavos y los negros libres se establecieron en The Old Bethel en 1797, uniendo las religiones de la Iglesia Metodista Unida y la Iglesia Episcopal Metodista Africana. El primer museo americano abierto al público fue en Charleston el 12 de enero de 1773.
A partir de la mitad del siglo XVIII la mayor cantidad de inmigración hacia las Carolinas, provenía de Virginia, de Maryland y de Pensilvania, hasta que la población interior era mayor que la población costera. La gente del interior del estado vieron que los habitantes de Charleston no eran muy brillantes en muchos temas, lo que acabó fijando una etapa de varias generaciones de conflictos entre los del interior y la élite de Charleston.

## Mayor puerto atlántico
Por la mitad del siglo XVIII Charleston se había convertido en el centro comercial neurálgico del comercio atlántico entre las colonias meridionales, y el sur más rico y más grande de la ciudad de Filadelfia. Antes de 1770 era el cuarto puerto más grande de las colonias, solamente después de Boston, Nueva York, y Filadelfia, con una población de 11 000 personas, siendo poco más de la mitad esclavos. El arroz y el añil habían sido cultivados con éxito por las plantaciones de esclavos en la zona costera circundante. Estos productos fueron exportados en una industria de exportación extremadamente provechosa. Era el centro cultural y económico del sur.

### Revolución estadounidense
Mientras que la relación entre los colonos e Inglaterra se deterioraba, Charleston se convirtió en un punto neurálgico de la revolución que se sobrevenía. En el motín del Té de 1773, que incorporó el concepto de los impuestos, los habitantes de Charleston confiscaron el té y lo almacenaron en la Casa de Cambio y Comercio. Representantes de toda la colonia vinieron a la casa de intercambio en 1774 para elegir los delegados al congreso continental y el grupo responsable de escribir la declaración de independencia. 
Carolina del Sur declaró su independencia de la corona en la Casa de intercambio. Pronto, los campanarios de las iglesias de Charleston, especialmente la de St. Michael, se convirtieron en blancos para las naves de guerra británicas, lo que obligó a las fuerzas rebeldes a pintar de negro los campanarios para camuflarlos con el cielo nocturno. 
Fueron dos veces blanco de los ataques británicos. En cada etapa la estrategia británica asumía una base grande de partidarios leales que se unirían al rey dado una cierta ayuda militar. En junio de 1776 el general Clinton con 2000 hombres y una escuadra naval intenta conquistar a Charleston, esperando una sublevación simultánea de las milicias leales en Carolina del Sur. Esto era una manera barata de emprender la guerra pero falló, mientras tanto la fuerza naval fue derrotada por las tropas del general William Moultrie en el Fuerte Moultrie de la isla de Sullivan en la defensa de la ciudad (Batalla de Fort Sullivan). 
Además, ninguno de los leales a la corona locales atacó la ciudad como los británicos habían esperado porque habían sido organizados demasiado mal para ser eficaces, pero más tarde en 1780 altos funcionarios de Londres que fueron engañados por los exiliados, pusieron toda su confianza en el levantamiento de los leales a la Corona británica. 
Clinton volvió en febrero de 1779 con 14 000 soldados. El general americano Benjamin Lincoln fue atrapado y junto con su fuerza entera compuesta por 5400 hombres, la derrota americana más grande de la guerra. Clinton volvió a Nueva York, dejando al general Cornwallis con 8000 casacas rojas. Conservaron el control de la ciudad hasta diciembre de 1782. Después de la salida británica el nombre de la ciudad se cambió a Charleston en 1783.

### Comercio y expansión
En 1788, los habitantes del estado realizaron la ratificación de la convención constitucional en el edificio del capitolio. Un fuego sospechoso destruyó el edificio durante la convención, después de lo cual los delegados decretaron Columbia como la nueva Capital del Estado. Antes de 1792, el capitolio había sido reconstruido y se convirtió en el palacio de justicia del condado de Charleston.
Sobre su terminación, la ciudad poseyó todos los edificios públicos necesarios para ser transformado de un capital colonial al centro del sur. Pero la grandeza y el número de los edificios erigidos en el siglo siguiente reflejan el optimismo, el orgullo, y el destino cívico que muchos charlestonianos sentían para su comunidad. Mientras que Charleston creció, lo hicieron también las oportunidades culturales y sociales de la comunidad, especialmente para los comerciantes y la élite dueña de plantaciones. 
El primer teatro en las colonias británicas de América (en los virreinatos españoles había locales para representaciones teatrales desde al menos 1599) fue construido en Charleston en 1736, pero fue sustituido más adelante por el hotel Planter del siglo XIX, en dónde los ricos terratenientes permanecían durante la temporada de carreras de caballos de Charleston. 
Diversos grupos étnicos formaron sociedades benéficas: la sociedad de Carolina del Sur, fundada por los hugonotes franceses en 1737; la mutualidad alemana, fundada en 1766; y la sociedad hibernian, fundada por los inmigrantes irlandeses en 1801. La sociedad bibliotecaria de Charleston fue establecida en 1748 por algún ciudadano rico que deseaba continuar con las aplicaciones científicas y filosóficas. Este grupo adinerado también ayudó a establecer la universidad de Charleston en 1770, la universidad más vieja de Carolina del Sur y la decimotercera más vieja de los Estados Unidos. 
Charleston llegó a ser la más próspera ciudad cuya economía se basaba en las plantaciones en los años postrevolucionarios. La invención de la desmotadora de algodón en 1793 revolucionó su producción y se convirtió rápidamente en la exportación más importante de Carolina del Sur. Las plantaciones de algodón se basaron en trabajo manual pesado. Los esclavos eran la mano de obra primaria dentro de la ciudad, trabajando como sirvientes, artesanos, en el mercado o como trabajadores de base. Muchos Charlestonianos negros hablaban en gullah, una lengua basada en estructuras americoafricanas que combinaron palabras africanas, francesas, alemanas, inglesas, y holandesas. En 1807 se funda el mercado de Charleston. Pronto se convirtió en un punto neurálgico de la comunidad afroamericana, con muchos esclavos y mulatos libres.
Durante la década de 1820 la población de Charleston había crecido hasta 23 000 habitantes, con una mayoría negra. Cuando una rebelión masiva de los esclavos comandada y planeada por Denmark Vesey, un negro libre, fue descubierta en 1822, tal histeria sobrevino a los habitantes blancos de Charleston y de las Carolinas que las actividades de los negros libres y de esclavos fueron seriamente restringidas. Centenares de negros, libres y esclavos, y algunos partidarios blancos implicados en la sublevación prevista fueron encarcelados en la vieja cárcel. En este clima de nerviosismo se construye un arsenal nuevo del estado en Charleston. Recientemente, la investigación publicada por el historiador Michael P. Johnson de la universidad de Johns Hopkins ha puesto en duda la veracidad de las cuentas que detallaban la rebelión auxiliar abortada de Vesey.
Mientras el gobierno, la sociedad y la industria de Charleston crecieron, establecieron nuevas instituciones comerciales para apoyar las aspiraciones de la comunidad. El banco de Carolina del Sur, el segundo edificio más viejo construido como banco en la nación, fue establecido en 1798. Los ramas del primer y segundo banco de los Estados Unidos también fueron situados en Charleston en 1800 y 1817. Mientras que el primer banco fue convertido en el ayuntamiento en 1818, el segundo banco demostró ser una parte vital de la comunidad pues era el único banco en la ciudad equipado para manejar transacciones internacionales, tan cruciales para el comercio de exportación. Antes de 1840, el Market Hall & Sheds, en donde la carne fresca y los productos eran llevados diariamente, se convirtieron en el eje comercial de la ciudad. El comercio auxiliar también dependió del puerto de Charleston, en donde las naves podrían ser descargadas y los esclavos se vendían en los mercados.

### Pre guerra civil y cambios políticos

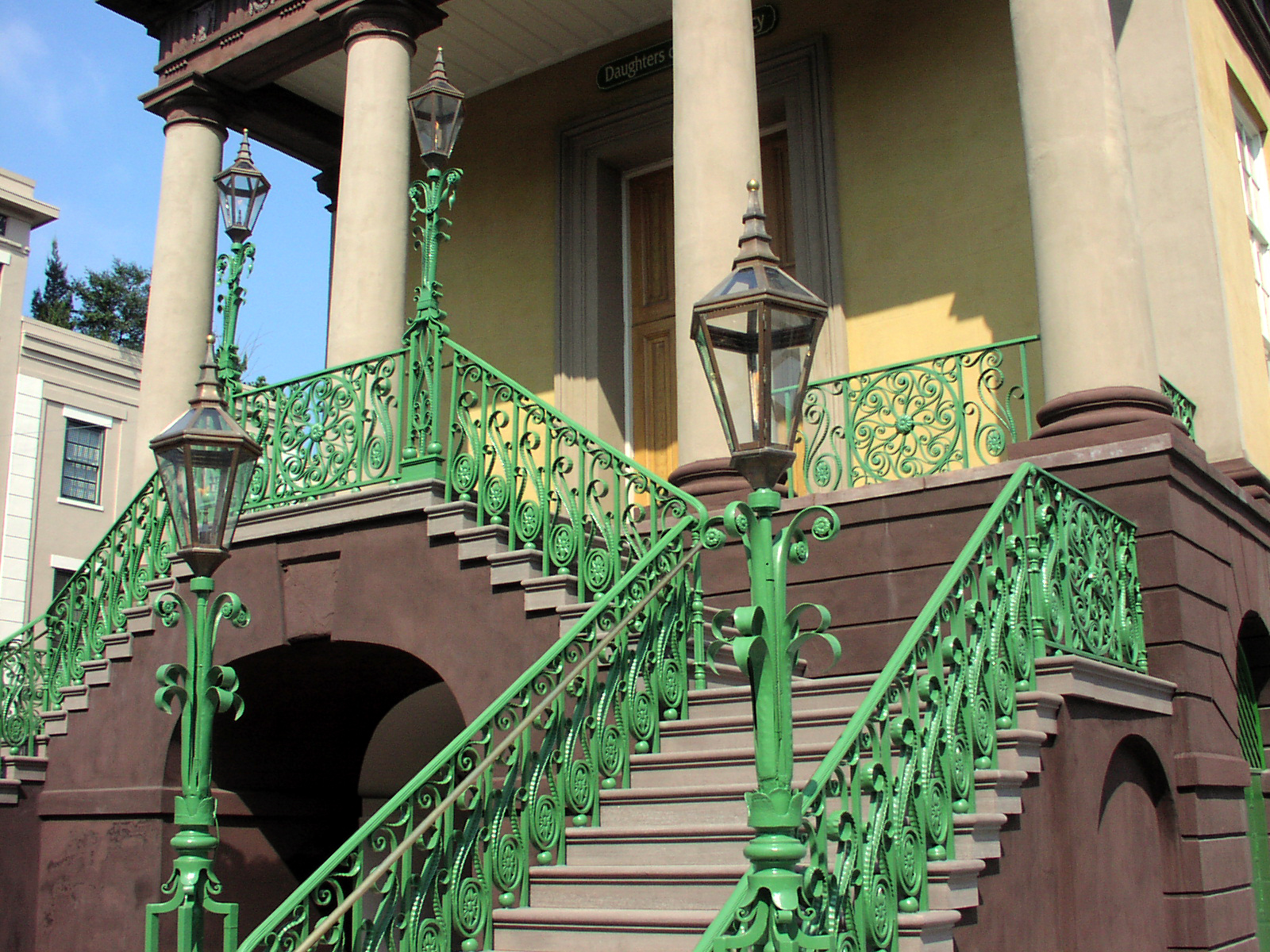
Entrada al edificio de las Hijas de la Confederación.

En la primera mitad del siglo XIX, los habitantes de Carolina del Sur llegaron a apoyar que la idea de que los derechos estatales estaban por encima del gobierno federales. Edificios tales como el hospital marino encendieron la controversia sobre el grado en el cual el gobierno federal se debe implicar en el gobierno, la sociedad, y el comercio de Carolina del sur. Durante este período el 90 por ciento de financiamiento federal fue generado de los aranceles, recogidos por las casas de comercio. 

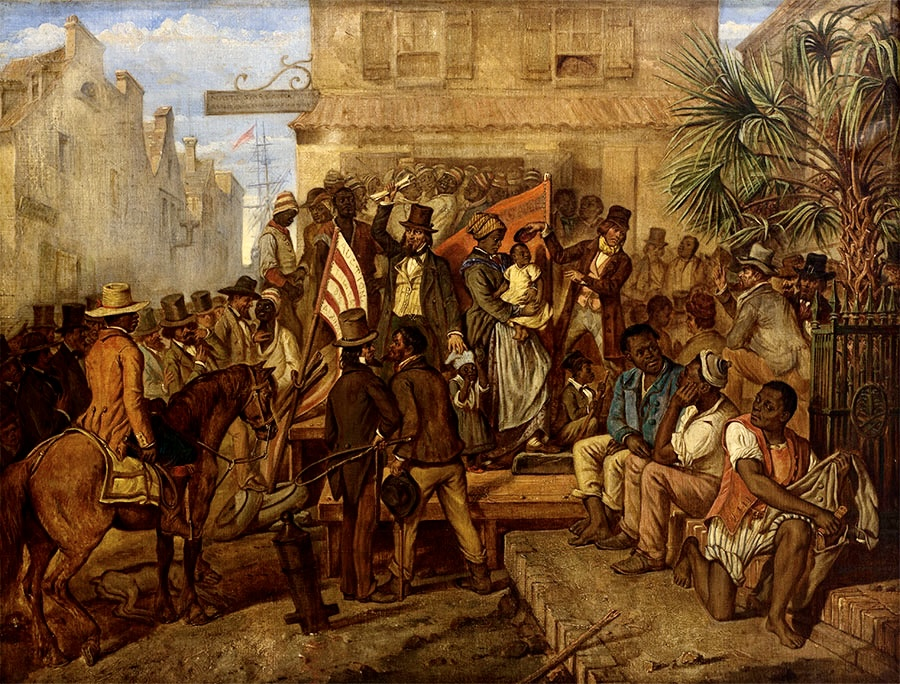
vendiendo esclavos en Charleston en 1853.

En 1832 Carolina del Sur promulga la ordenanza de la nulificación, un procedimiento en el cual un estado podría anular una ley federal, dirigido contra la nueva tasa de impuestas. Pronto soldados federales fueron enviados a los fuertes de Charleston y comenzaron a cobrar impuesto por la fuerza. Se alcanzó un acuerdo por el cual las tarifas serían reducidas gradualmente, pero el argumento de que los derechos del estado prevalecieran sobre las leyes federales continuaría extendiéndose en las siguientes décadas. Charleston seguía siendo una de las ciudades portuarias más importantes en el país, y la construcción de una casa de comercio nueva, la más grande de Estados Unidos comenzó en 1849, pero su construcción fue interrumpida por los acontecimientos de la guerra civil. 
Antes de la elección 1860, la convención democrática nacional se convocó en Charleston. Hibernian Hall sirvió como cuartel general para los delegados que apoyaban a Stephen A. Douglas, que se esperaba que tendería un puente sobre las gran separación entre los delegados norteños y meridionales en la aplicación de la esclavitud que se extendía a los territorios. La convención se disolvió cuando los delegados no pudieron elegir un candidato al no llegar a dos tercios de la mayoría. Esta desunión dio lugar a una fractura en el partido democrático, y a la elección de Abraham Lincoln, el candidato republicano.

### Guerra civil y reconstrucción

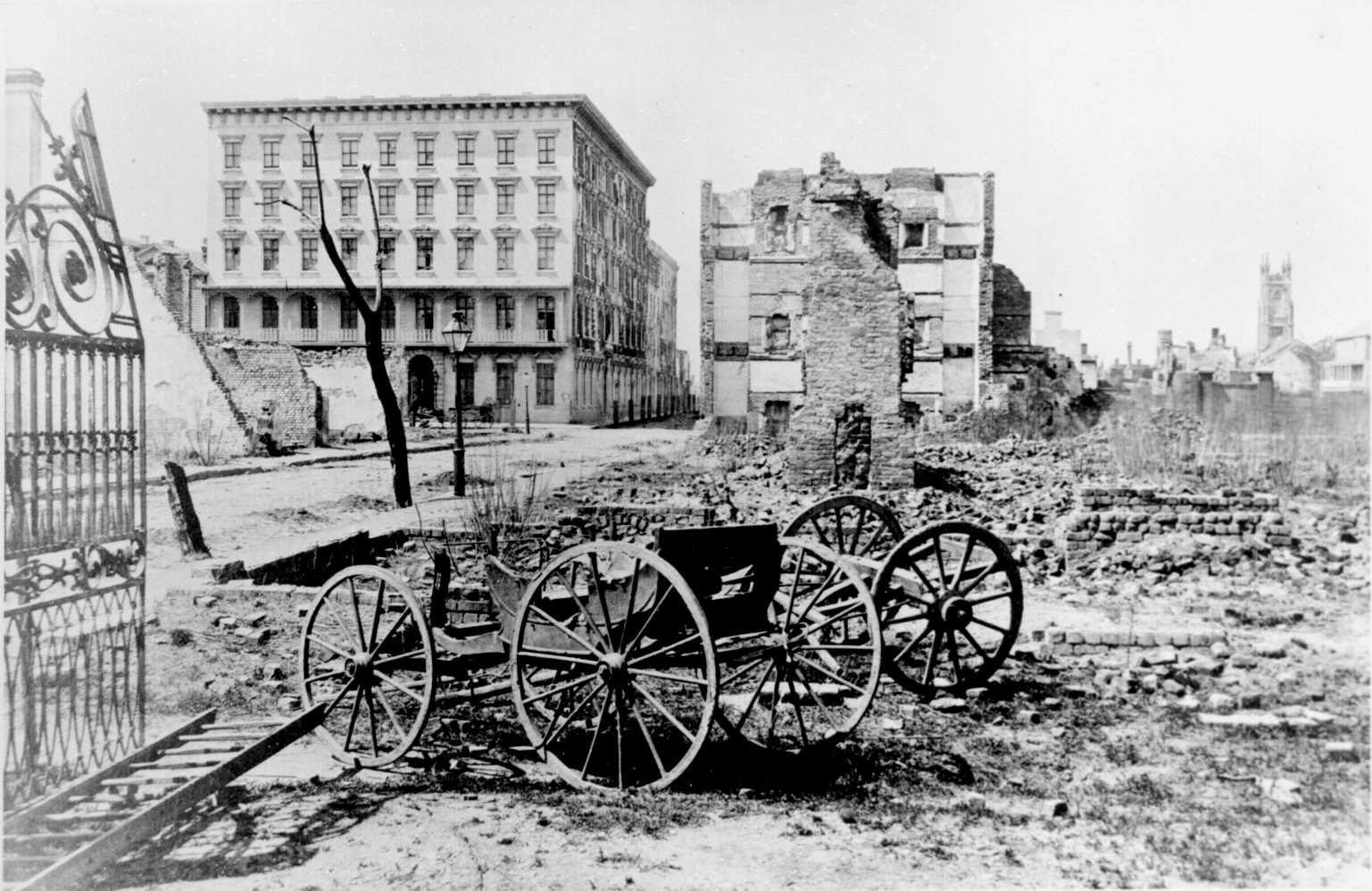
Las ruinas de Mills House y edificios cercanos, carruaje destruido y los restos de una chimenea de ladrillo. Charleston, 1865.

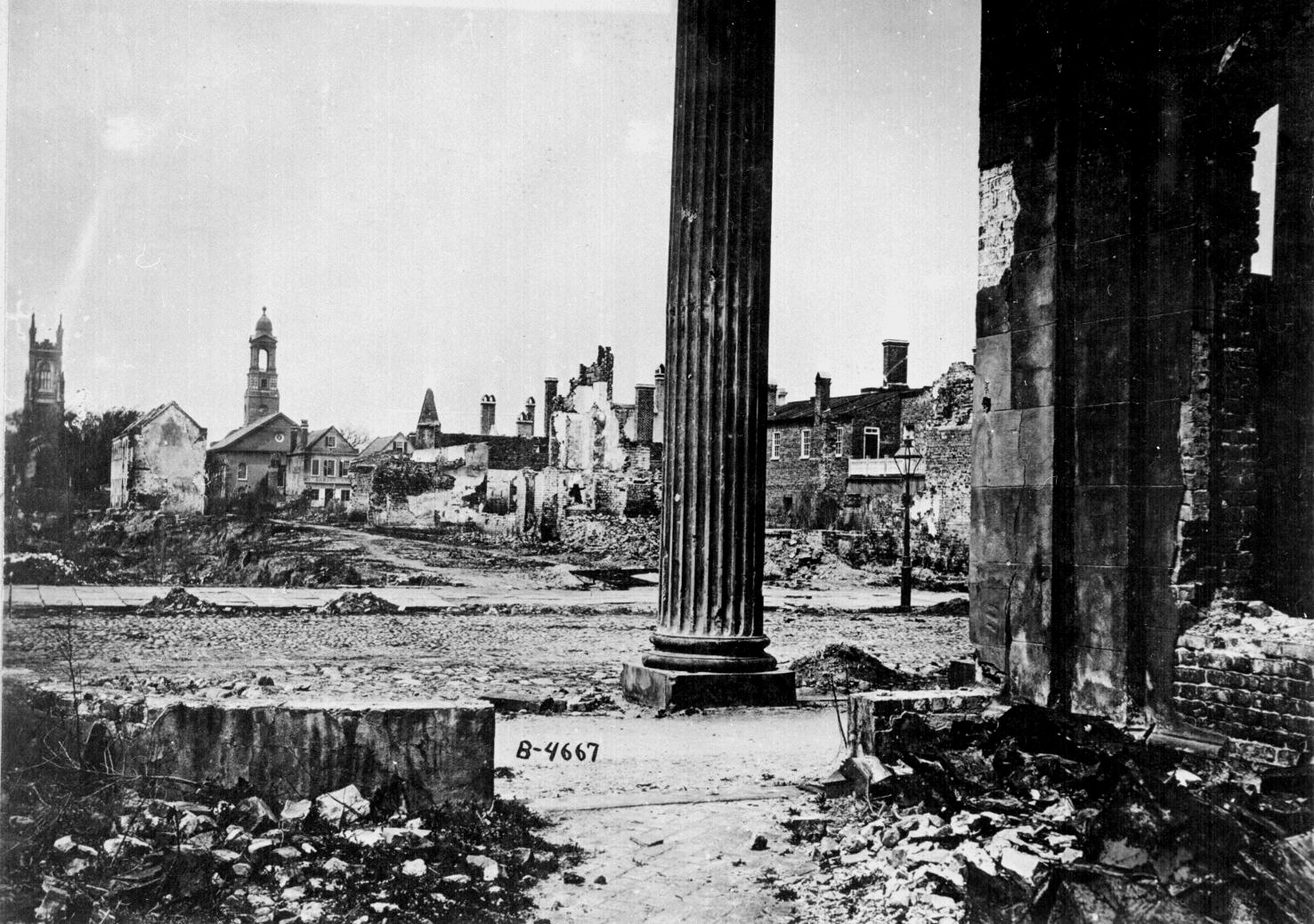
Ruinas vistas desde la iglesia circular, Charleston, Carolina del Sur, 1865.

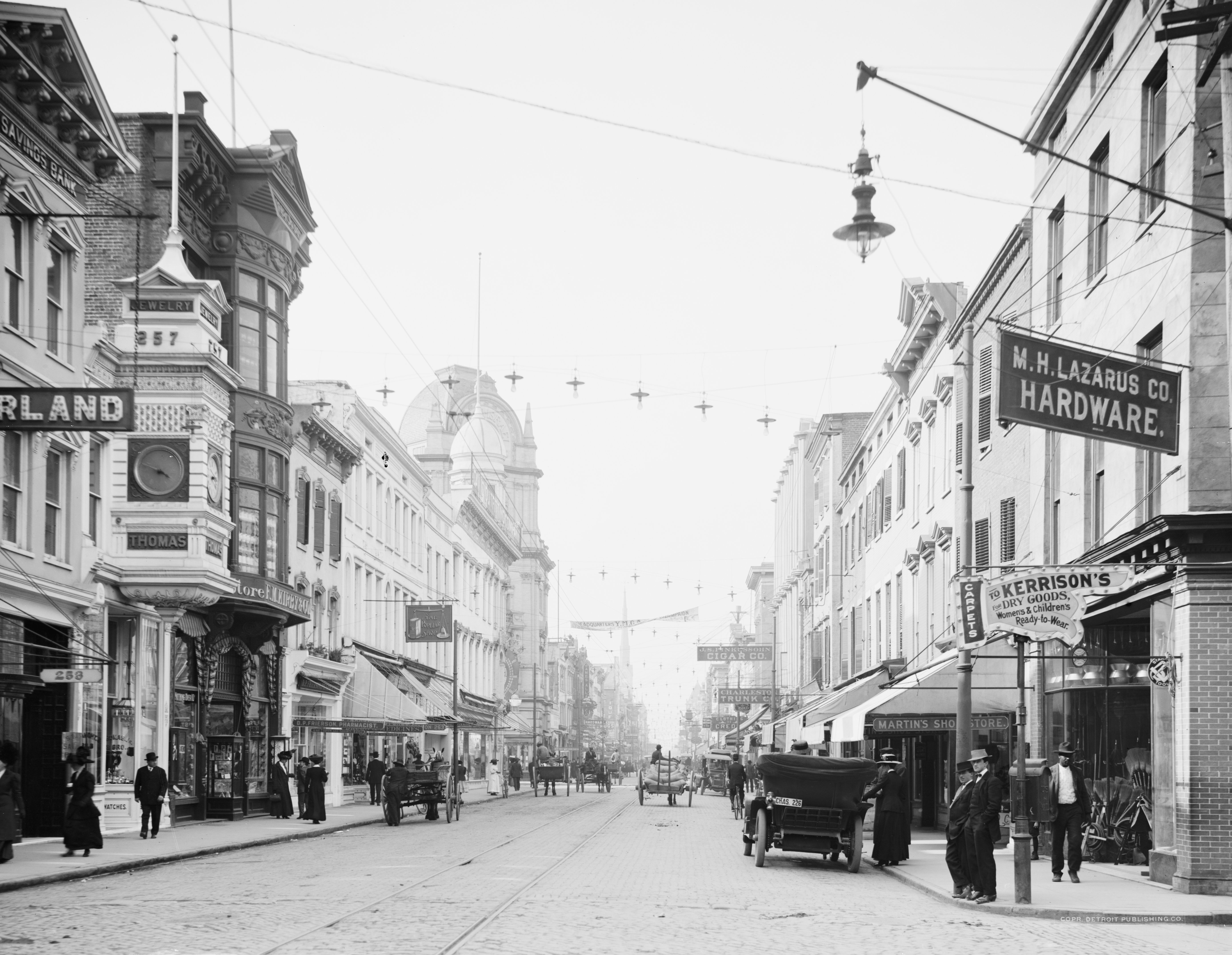
Calle King c. 1910-1920

El 20 de diciembre de 1860, la Asamblea General de Carolina del Sur hizo del estado el primero en separarse de la unión. Afirmaron que una de las causas era la hostilidad de la presidencia en contra de la esclavitud, pero existían otras. 
El 9 de enero de 1861, cadetes de la escuela militar de la The Citadel dispararon los primeros tiros de la guerra civil americana cuando abrieron fuego contra la nave de la unión Estrella del oeste que entraba en el puerto de Charleston. El 12 de abril de 1861, baterías situadas en la orilla, bajo el mando del general Pierre G. T. Beauregard abrió fuego contra Fort Sumter, la fortaleza de la Unión situada en el puerto. Después de un bombardeo de 34 horas, el Mayor Robert Anderson entregó la fortaleza. Se asignaron a varios de los oficiales y cadetes de la Ciudadela las baterías confederadas durante el bombardeo de la fortaleza. Aunque la Ciudadela continuó funcionando como academia durante la guerra civil, hicieron que una parte de los cadetes del departamento militar de Carolina del Sur junto con los cadetes de la academia del arsenal en Columbia, formaran el batallón de los cadetes del estado. 
Los cadetes de ambas instituciones continuaron ayudando al ejército confederado, ayudando a los reclutas, fabricando la munición, protegiendo depósitos y guardando a presos de la unión. En diciembre de 1864 la Ciudadela y el arsenal ordenaron a los cadetes unirse a las fuerzas confederadas en Tullifinny Creek, Carolina del Sur, donde se reengancharon a las batallas contra las unidades que avanzaban del ejército general de W. T. Sherman, sufriendo ocho muertes. La ciudad tomó el control de la fortaleza Sumter, convirtiéndose en el centro para el funcionamiento del bloqueo siendo el lugar de la primera guerra submarina cuando el 17 de febrero de 1864 el H.L. Hunley efectuó un ataque exitoso durante la noche contra el USS Housatonic. En 1865, las tropas de la unión se movieron en la ciudad, y tomaron el control de muchos sitios, tales como el arsenal, que el ejército confederado había tomado en el brote de la guerra. El departamento de guerra también confiscó los argumentos y los edificios de la academia militar de la Ciudadela, que fue utilizada como guarnición federal durante 17 años, hasta devolución al estado y la reapertura como universidad militar en 1882.
Después de la derrota eventual y destructiva de la confederación, seguía habiendo fuerzas federales en Charleston durante la reconstrucción de la ciudad. La guerra había roto la prosperidad de la ciudad. Los esclavos liberados recibieron pobreza y discriminación como venganza. Las industrias trajeron lentamente a la ciudad y a sus habitantes de nuevo una vitalidad y un crecimiento renovado en la población. Mientras que el comercio de la ciudad mejoró, los ciudadanos trabajaron para restaurar las instituciones de comunidad. En 1867 la primera escuela secundaria de Charleston para negros fue establecida, el instituto de Avery. El general Guillermo T. Sherman prestó su ayuda a la conversión del arsenal en la academia militar Porter, una entidad educativa para los soldados y muchachos que se habían quedado huérfanos o indigentes por la guerra. La academia militar Porter se fusionó con la escuela de Gaud y desde ese momento se denominó escuela Porter-GaudPorter-Gaud School. El edificio público de correos de Estados Unidos y el palacio de justicia, fueron terminados en 1896 y señalaron la vida renovada en el corazón de la ciudad. 
El 31 de agosto de 1886 Charleston casi fue destruida por un terremoto que midió 7.3 en la escala de Richter que fue sentido tan lejos como en Boston y Bermudas. Dañó 2000 edificios y causó un daño por valor de $6 millones ($133 millones (2006 USD)), mientras que la ciudad entera los edificios fue valorada solamente en aproximadamente $24 millones ($531 millones (2006 USD)). Todavía, con muchos fuegos, huracanes, tornados, varias guerras, y la renovación urbana en el siglo XX, muchos de los edificios históricos de Charleston permanecen intactos hasta el día de hoy.

### Actualidad

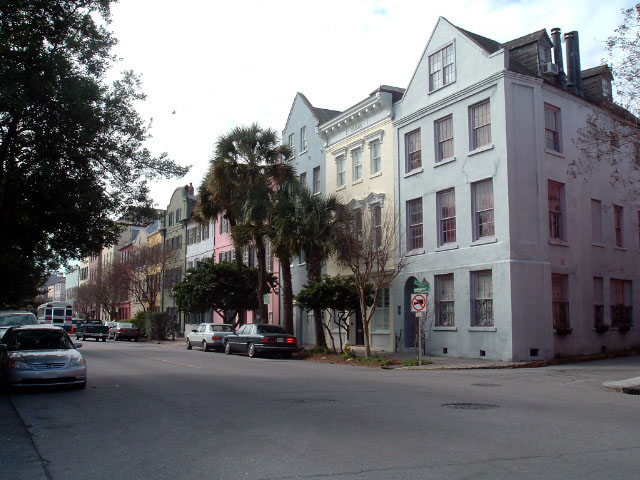
"Rainbow Row"

Charleston es un destino turístico importante, con las calles alineadas con magníficas encinas cubiertas con musgo español. A lo largo de la línea de costa en un área conocida como "Rainbow Row" son muchos hogares coloreados en colores pastel, hermosos e históricos. La ciudad es también un puerto importante, jactándose de ser el segundo puerto de contenedores más grande en la costa del este y el cuarto puerto de contenedores más grande de América. Es también el segundo puerto productivo en el mundo detrás de Hong Kong. Charleston se está convirtiendo en una localización de primera línea para los trabajos y las corporaciones de tecnología. En el centro de la ciudad, el distrito médico está experimentando un crecimiento rápido de biotecnología y de investigación médica juntado con las instalaciones del hospital en la universidad médica de Carolina del Sur y del hospital del cordelero. Es también la sede de la muy prestigiosa escuela para chicas llamada Ashley Hall, que fue fundada en 1909 y la escuela Porter-Gaud, fundada en 1867. 
El huracán Hugo golpeó Charleston en 1989, y aunque el daño peor estaba en el próximo McClellanville, la tormenta dañó tres cuartos de los hogares en el distrito histórico de Charleston. El huracán causó sobre 2.8 mil millones $ en daños. 
En 1993, estableció la primera escuadrilla mundial de aviones C-17 Globemaster III en la base de la fuerza aérea de Charleston. 
En 2004, SPAWAR (espacio de la Marina de guerra de los EE. UU. y comando naval de los sistemas de la guerra) se convirtió en la empresa con más empleos del área metropolitana, hasta 2004 la universidad médica de Carolina del Sur era la más grande.

## Geografía y clima

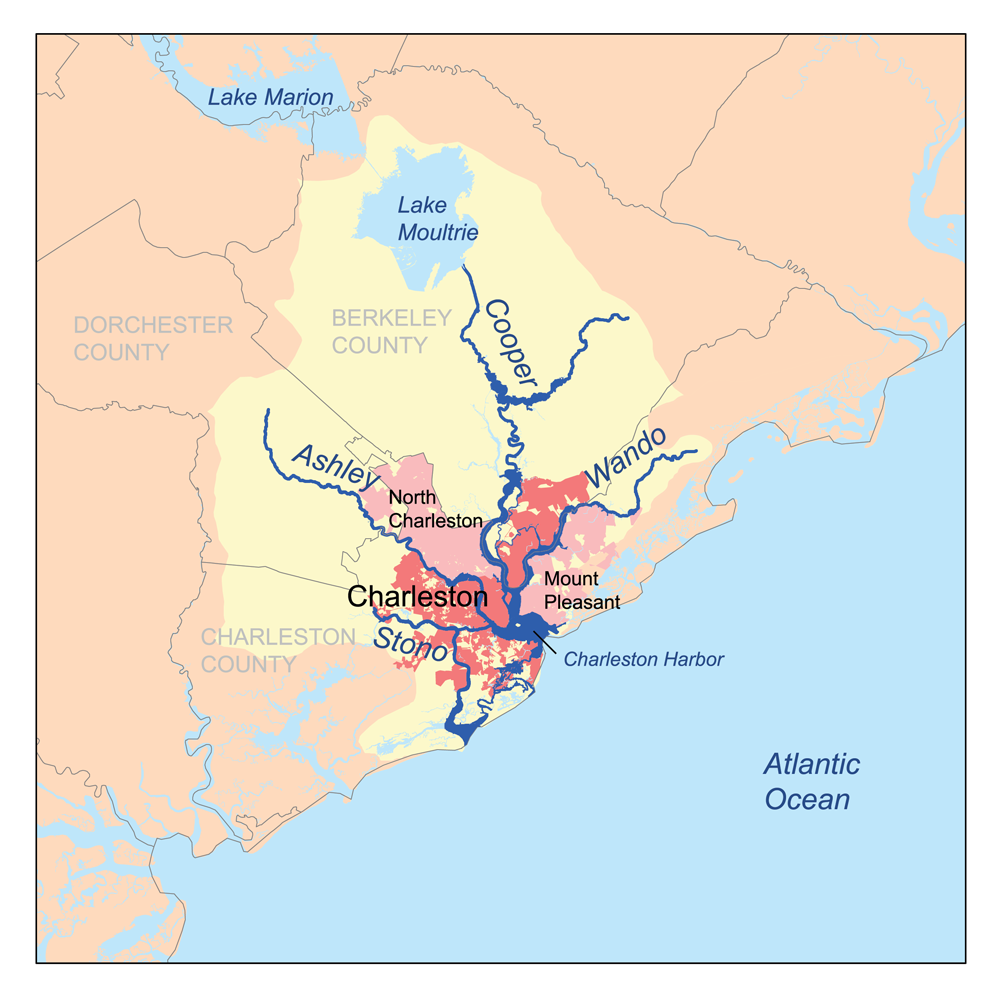
Mapa mostrando los mayores ríos de Charleston y el puerto de Charleston.

Charleston está situada en 32°47′N 79°56′O / 32.78, -79.93.
La estructura racial de Charleston es 58.5 % blancos, 35.0 % negros, 5.0 % asiáticos, y 10.50 % latinos. Según la oficina del censo de Estados Unidos, la ciudad tiene un área total de 347.5 km² (134.2 mi²) de los que 251.2 km² (97 mi²) son tierra y 44.3 km² (17.1 mi²) (15 %) es agua. 
La vieja ciudad está situada en una península en el punto donde el "Ashley y el Cooper se juntan para formar el océano." Atlántico. La península entera es muy baja, algo de ella es material de terraplén y, como tal, se inunda con frecuencia durante las lluvias torrenciales, la época de tormentas y las mareas inusualmente altas. Los límites de ciudad se han ampliado a través del río Ashley de la península que abarcaba la mayoría de Ashley del oeste así como la isla de James y algo de la isla de Johns. Los límites de la ciudad también se han ampliado a través del río Cooper que abarcaba la isla de Daniel y el área de Cainhoy.
Charleston del norte bloquea cualquier extensión por encima de la península, y el Mount Pleasant ocupa la tierra directamente al este del río Cooper.
Los ríos (Wando, Cooper, Stono y Ashley) son evidencia de una línea de costa emergente. Es decir los ríos originales tenían una línea más baja, pero la tierra se hundió creando un delta sumergido en la boca del puerto, y los ríos son profundos, produciendo una buena localización para un puerto. El aumento de nivel del océano puede ser causado al derretirse el hielo glacial durante el final de la edad de hielo.

### Clima
El verano es la estación más húmeda, casi la mitad de las precipitaciones anuales ocurren durante los meses del verano. El otoño es relativamente caliente . El invierno es corto y suave, y está caracterizado por la lluvia ocasional. Las tormentas de nieve ocurren raramente. La temperatura más alta registrada es de 40,6 °C y la temperatura más baja registrada era de -14,4 °C.
| Parámetros climáticos promedio de Aeropuerto Internacional de Charleston, (normales 1991–2020, extremos 1938–presente) | Parámetros climáticos promedio de Aeropuerto Internacional de Charleston, (normales 1991–2020, extremos 1938–presente) | Parámetros climáticos promedio de Aeropuerto Internacional de Charleston, (normales 1991–2020, extremos 1938–presente) | Parámetros climáticos promedio de Aeropuerto Internacional de Charleston, (normales 1991–2020, extremos 1938–presente) | Parámetros climáticos promedio de Aeropuerto Internacional de Charleston, (normales 1991–2020, extremos 1938–presente) | Parámetros climáticos promedio de Aeropuerto Internacional de Charleston, (normales 1991–2020, extremos 1938–presente) | Parámetros climáticos promedio de Aeropuerto Internacional de Charleston, (normales 1991–2020, extremos 1938–presente) | Parámetros climáticos promedio de Aeropuerto Internacional de Charleston, (normales 1991–2020, extremos 1938–presente) | Parámetros climáticos promedio de Aeropuerto Internacional de Charleston, (normales 1991–2020, extremos 1938–presente) | Parámetros climáticos promedio de Aeropuerto Internacional de Charleston, (normales 1991–2020, extremos 1938–presente) | Parámetros climáticos promedio de Aeropuerto Internacional de Charleston, (normales 1991–2020, extremos 1938–presente) | Parámetros climáticos promedio de Aeropuerto Internacional de Charleston, (normales 1991–2020, extremos 1938–presente) | Parámetros climáticos promedio de Aeropuerto Internacional de Charleston, (normales 1991–2020, extremos 1938–presente) | Parámetros climáticos promedio de Aeropuerto Internacional de Charleston, (normales 1991–2020, extremos 1938–presente) |
| Mes | Ene. | Feb. | Mar. | Abr. | May. | Jun. | Jul. | Ago. | Sep. | Oct. | Nov. | Dic. | Anual |
| --- | --- | --- | --- | --- | --- | --- | --- | --- | --- | --- | --- | --- | --- |
| Temp. máx. abs. (°C)                                                                                                   | 28.3 | 30.6 | 32.2 | 35 | 38.3 | 39.4 | 40 | 40.6 | 37.2 | 34.4 | 31.1 | 28.3 | 40.6 |
| Temp. máx. media (°C)                                                                                                  | 15.7 | 17.7 | 21.2 | 25.1 | 28.7 | 31.4 | 32.9 | 32.1 | 29.7 | 25.5 | 20.8 | 17.1 | 24.8 |
| Temp. media (°C) | 9.7 | 11.5 | 14.8 | 18.8 | 22.9 | 26.3 | 28.1 | 27.4 | 24.9 | 19.9 | 14.6 | 11.2 | 19.2 |
| Temp. mín. media (°C)                                                                                                  | 3.8 | 5.3 | 8.5 | 12.5 | 17.2 | 21.3 | 23.2 | 22.8 | 20.2 | 14.3 | 8.4 | 5.3 | 13.6 |
| Temp. mín. abs. (°C)                                                                                                   | -14.4 | -11.1 | -9.4 | -1.7 | 2.2 | 10 | 14.4 | 13.3 | 5.6 | -2.8 | -9.4 | -13.3 | -14.4 |
| Precipitación total (mm)                                                                                               | 85.6 | 77.5 | 85.1 | 83.6 | 84.3 | 157.7 | 167.6 | 177 | 152.7 | 110 | 67.6 | 85.1 | 1333.8 |
| Nevadas (cm) | 0.5 | 0.3 | 0 | 0 | 0 | 0 | 0 | 0 | 0 | 0 | 0 | 0 | 0.8 |
| Días de precipitaciones (≥ 0.2 mm)                                                                                     | 8.9 | 8.5 | 8.2 | 7.9 | 8.1 | 12.1 | 13.2 | 13.1 | 10.2 | 7.3 | 6.9 | 9.3 | 113.7 |
| Días de nevadas (≥ 0.2 cm)                                                                                             | 0.1 | 0.1 | 0.0 | 0.0 | 0.0 | 0.0 | 0.0 | 0.0 | 0.0 | 0.0 | 0.0 | 0.0 | 0.2 |
| Horas de sol | 179.3 | 186.7 | 243.9 | 275.1 | 294.8 | 279.5 | 287.8 | 256.7 | 219.7 | 224.5 | 189.5 | 171.3 | 2808.8 |
| Humedad relativa (%)                                                                                                   | 69.8 | 67.4 | 68.1 | 67.5 | 72.5 | 75.1 | 76.6 | 78.9 | 78.2 | 74.1 | 72.7 | 71.6 | 72.7 |
| Fuente: NOAA (humedad y horas de sol 1961–1990)                                                                        | | | | | | | | | | | | | |

## Área metropolitana
El área estadística metropolitana de Charleston consiste en tres condados: Charleston, Berkeley, y Dorchester. También se compone de porciones de Georgetown, de Williamsburg, y de los condados de Colleton. En 2005 se estimaba que los tres condados del centro en este metro tenían una población total de cerca de 605 178 personas. Charleston tiene varios suburbios grandes. Charleston del norte está casi tan poblado como Charleston y se alinea como la tercera ciudad más grande del estado. Mount Pleasant y Summerville son los siguientes suburbios más grandes. 
En los resultados más detallados del censo 2000, el Charleston-Norte del área metropolitana de Charleston tenía una población de 549 033 habitantes, de los cuales cerca del 78 % vivía dentro de la ciudad central y en su área urbana circundante. En aquella época, el Charleston-Nortea del área de Charleston consistía en 423 410 personas (incluyendo los suburbios enumerados abajo). Esta población hace el Charleston-Norte, Charleston y Columbia hace que, esencialmente estén unidas formando una sola área dentro del estado. La Charleston MSA también incluye un área urbana separada y mucho más pequeña dentro del condado de Berkeley, Moncks corner (año 2000: 9123 hab.).

### Ciudades y poblaciones del área
- Pueblo de Awendaw
- Ciudad de Folly Beach
- Ciudad de Hanahan
- Ciudad de Isla de Palms
- Pueblo de Isla de James
- Pueblo de Mount Pleasant
- Ciudad de North Charleston
- Pueblo de Isla de Sullivan
- Pueblo de Summerville
- Ciudad de Goose Creek
- Pueblo de Moncks Corner
- Pueblo de Hollywood
- Pueblo de Rockville
- Pueblo de Meggett
- Pueblo de McClellanville
- Pueblo de St. Stephen
- Pueblo de Isla de Daniel

### Otras zona no incorporadas
- Isla de John
- Isla de Wadmalaw
- Isla de Morris
- St. Stephen
- Isla de Dewee's

## Economía

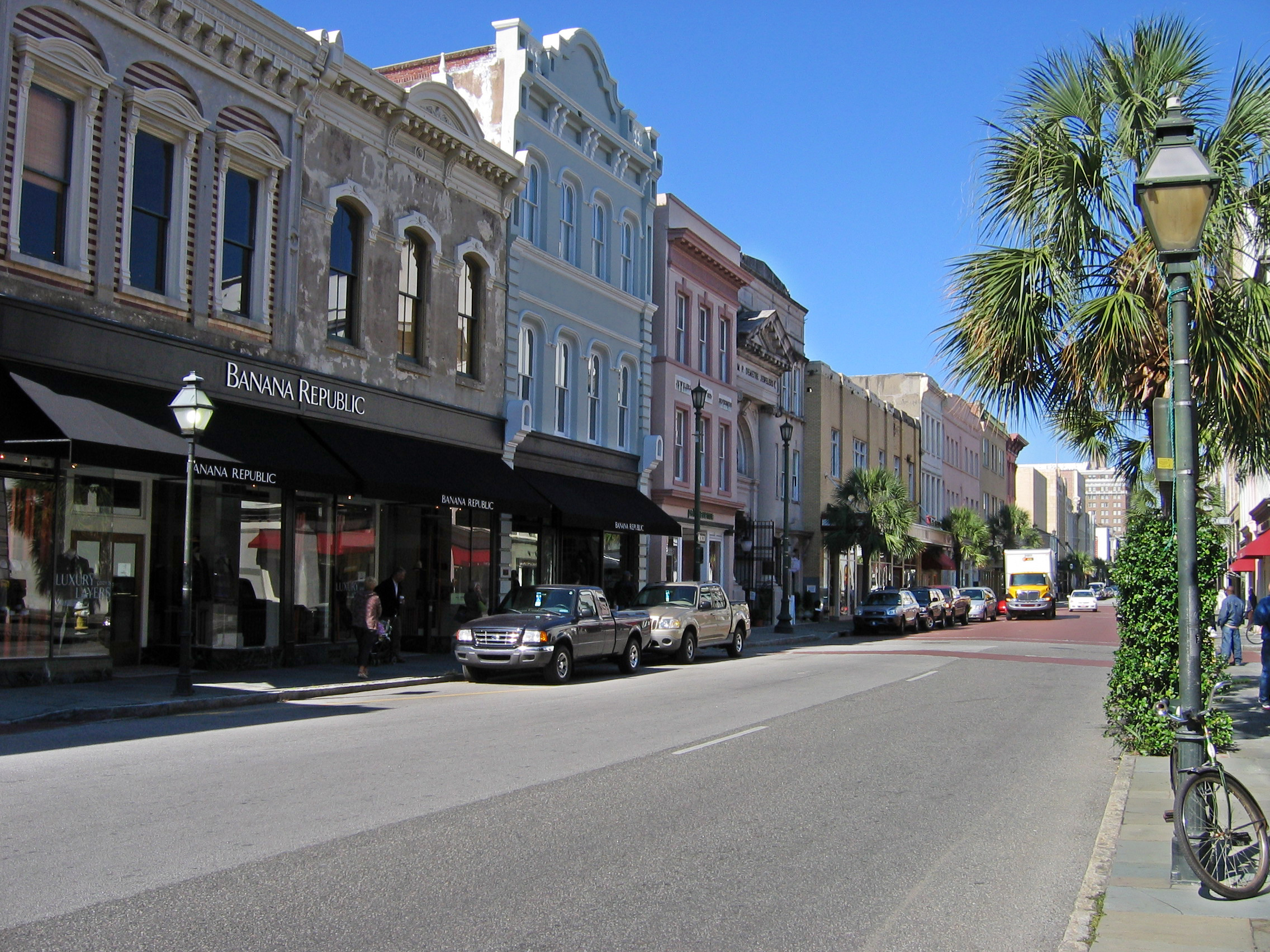
Tiendas King Street

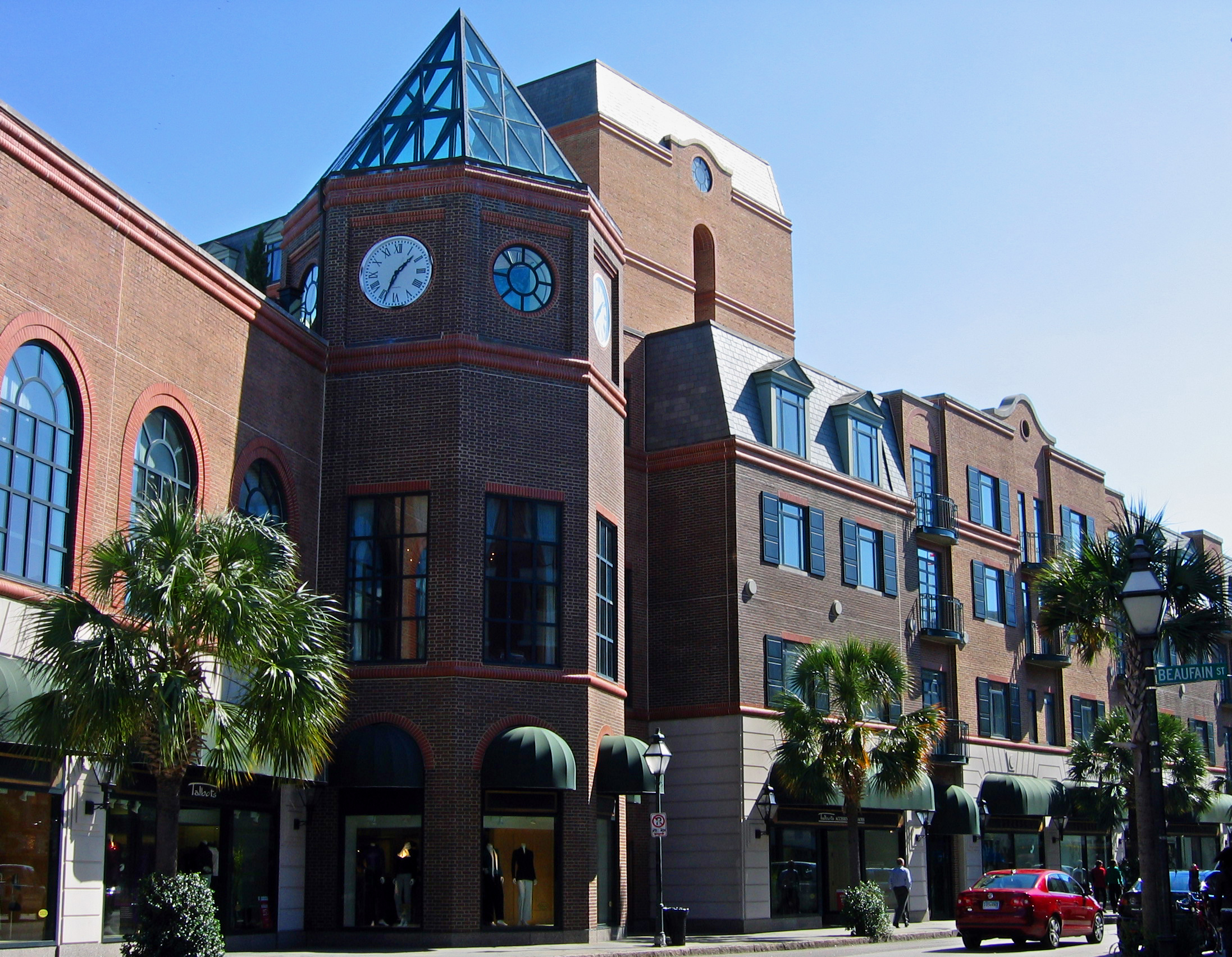
Charleston, King Street

La economía de Charleston está basada en el puerto y el turismo. La ciudad es además la sede de algunas compañías importantes.
Principales empresas del área metropolitana
- Amoco Centro de distribución
- Blackbaud Corporate center
- Bosch Fábrica
- Carolina First Bank
- Hess Centro de distribución
- Nucor Fábrica
- Verizon Wireless Centro corporativo del sureste
- avVenta avVenta Worldwide

### Puerto
El puerto de Charleston tiene cinco terminales. Hay tres en el muelle y dos en el río Cooper. 

#### Muelles
- Columbus Street Terminal
- North Charleston Terminal
- Union Pier Terminal
- Veterans Terminal
- Wando Welch Terminal
- Una nueva terminal se construirá para absorber la creciente demanda del puerto. Será localizado en los terrenos de los astilleros navales.

## Cultura
Es una de las ciudades de más rica cultura en los Estados Unidos por su cercanía a Europa y ser un punto de contacto habitual entre ellos.

### Dialecto
Hoy, la lengua gullah se habla todavía entre los habitantes locales afroamericanos. El desarrollo demográfico, especialmente en las islas circundantes del mar, está disminuyendo lentamente su prominencia. 

### Religión
La ciudad se ha caracterizado por sus numerosas iglesias y doctrinas. Es la sede de la diócesis católica de Charleston y de la diócesis episcopal de Carolina del Sur. Una de las únicas congregaciones existentes de Hugunotes en América está situado en la ciudad. También tiene una gran población judía histórica. La ciudad es sede de muchas iglesias, catedrales, y sinagogas bien conocidas. El horizonte manchado de campanarios es una de las razones del apodo de la ciudad (La Ciudad Santa). Una prueba de la naturaleza religiosa de Charleston es la vieja ley de la ciudad en que ningún edificio puede exceder en altura al campanario de la iglesia Episcopal de St.Michael. Este es el templo más antiguo de Charleston construido en 1761. George Washington y Robert E. Lee rezaron allí. 
Históricamente, Charleston era una de las ciudades más tolerantes en lo religioso del Nuevo Mundo. Recientemente, la diócesis episcopal conservadora de Carolina del Sur, cuya jefatura está establecida en Charleston, ha sido uno de los sacerdotes más dominantes de la iglesia anglicana. 
Charleston es sede de la única congregación afroamericana de la iglesia Baptista del séptimo día de los Estados Unidos y Canadá. La primera iglesia Baptista (The first baptist church) de Charleston es la iglesia Baptista más vieja del sur y la primera iglesia de Baptista meridional en existencia.
La Iglesia Hugonotes francesa, fundada en 1845, es la única comunidad calvinista francesa que existe en la actualidad. Este templo ubicado en Charleston fue construido siguiendo el estilo del renacimiento griego y representa el tercer edificio religioso en este lugar, ya que los dos anteriores fueron destruidos.

### Eventos culturales
Charleston recibe anualmente el Spoleto Festival USA, un festival de 17 días que ofrece sobre 100 performances por artistas individuales en una gran variedad de disciplinas. Charleston "other festival"Festival de arte MOJA es una celebración de dos semanas de arte, música y cultura afroamericanas y del Caribe.
La Southeastern Wildlife Exposición sudoeste de fauna se celebra también en la ciudad, así como el festival de comida y vino de Charlestonl.
La ciudad celebra la copa de tenis y el Festival marítimo internacional de Charleston.

### Medios de comunicación
El periódico diario local en Charleston es The Post and Courier. Otros periódicos incluyen Charleston City Paper y el The Charleston Regional Business Journal. Una revista mensual, "Charleston," explora la vida cultural de la ciudad y de los alrededores. Charleston es también la sede de un sitio web llamado "The Charleston Crystal Ball".
El primer periódico en español dirigido a la comunidad latina para las regiones Charleston, Beaufort, Bluffton y Hilton Head, fue El Informador Spanish Language Newspaper fundado en 2008.
Charleston también es servida por muchas televisiones locales y estaciones de radio, con 285 730 casas y el 0.257 % de los afiliados principales de la televisión incluyendo:
- WCBD-TV 2 (NBC)(CW)
- WCIV-TV 4 (ABC)
- WCSC-TV 5 (CBS)
- WITV-TV 7
- WJRB-TV 18 (TeleFutura)
- WAZS-TV 22 (Azteca America)
- WTAT-TV 24 (FOX)
- WMMP-TV 36 (MyTV)
- WJNI-TV 42 (America One)
- WCHD-TV 49

### Radio
- 1640 XSUR - 70s & 80s ("Surfside 1640")

### Museos y atracciones históricas

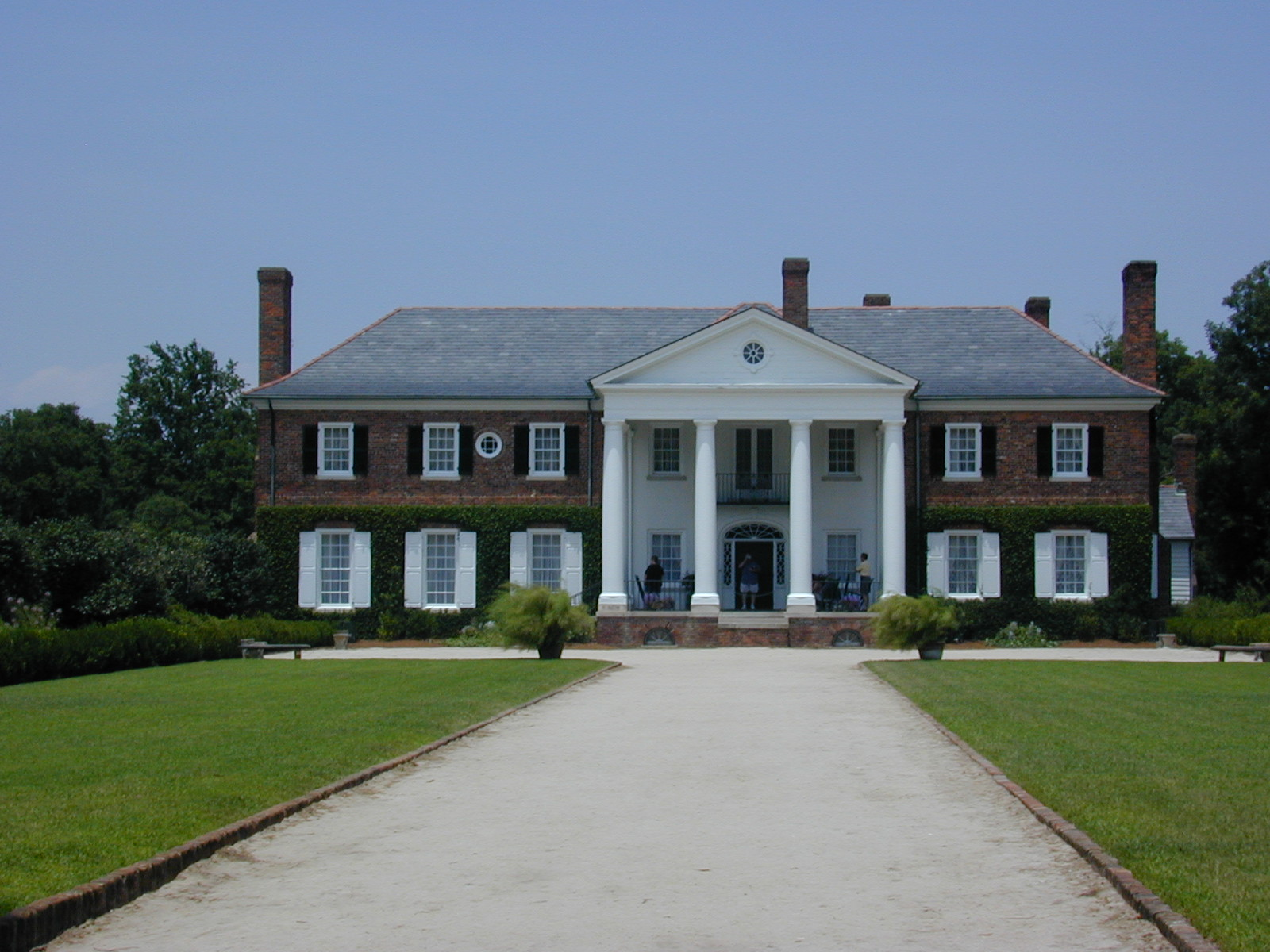
Boone Hall

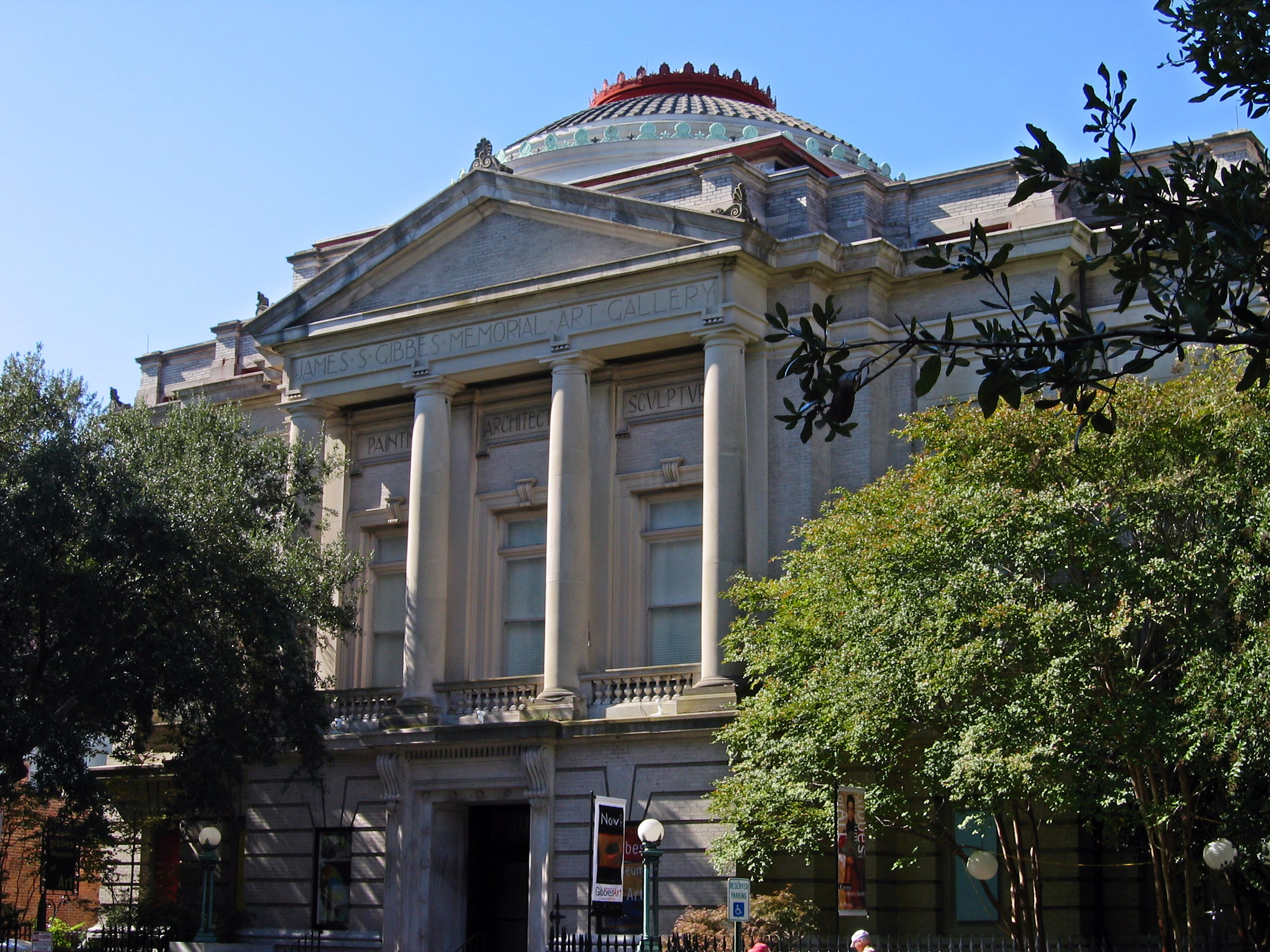
Gibbes Museum of Art

Como vieja ciudad colonial, Charleston tiene una variedad amplia de museos y de atracciones históricas. La vieja casa de comercio en Charleston, acabada en 1771, es posiblemente el tercer edificio colonial más importante en la nación (detrás de Faneuil Hall en Boston, Massachusetts e Independence Hall en Filadelfia, Pensilvania). El edificio muestra un calabozo en el que encarcelaron a varios firmantes de la declaración de la independencia, y acontecimientos sobre la vida de George Washington en 1791, y la ratificación de la constitución de Estados Unidos en 1788. También ha servido como edificio de correos, el primer edificio de correos de la confederación, y fue utilizado por los guardacostas de Estados Unidos.
La fortaleza Moultrie, que fue un instrumento en una derrota crítica de los Británicos en la guerra revolucionaria americana, y de la fortaleza Sumter, en este sitio se comenzó la guerra civil. El Patriot's point un museo naval situado en Mount pleasant, es la sede del USS Yorktown así como varios otros barcos navales. Hay también varias plantaciones antiguas en el área, incluyendo la plantación de Boone Hall Plantation, Drayton Hall, Magnolia Plantation y Middleton Place.
El primer museo de Charleston es el Gibbes Museum of Art, de una de las más viejas organizaciones de arte del país y el hogar de 10 000 obras de arte. El Charleston Museum el primer museo de América. Otras atracciones incluyen el acuario de Carolina del Sur, el jardín del pantano de Audubon o los jardines del ciprés.

### Deportes
Hoy en día no hay ningún equipo perteneciente a las ligas profesionales en Charleston. Los Charleston Battery un equipo profesional de soccer que juega en la liga de USL First Division. Este equipo juega en el MUSC Health Stadium.
Hay varios equipos en ligas de menor importancia, incluyendo los Charleston RiverDogs, un equipo de béisbol de menor importancia de la liga que juegan en la liga atlántica del sur y es un afiliado de los Nueva York Yankees. El equipo juega en el estadio Estadio Joseph P. Riley, Jr.
Los Stingrays, son un equipo de hockey sobre hielo que juegan en los ECHL y es un afiliado de Washington Capitals. Los Stingrays juegan en el coliseum del norte de Charleston.

## Infraestructuras

### Gobierno

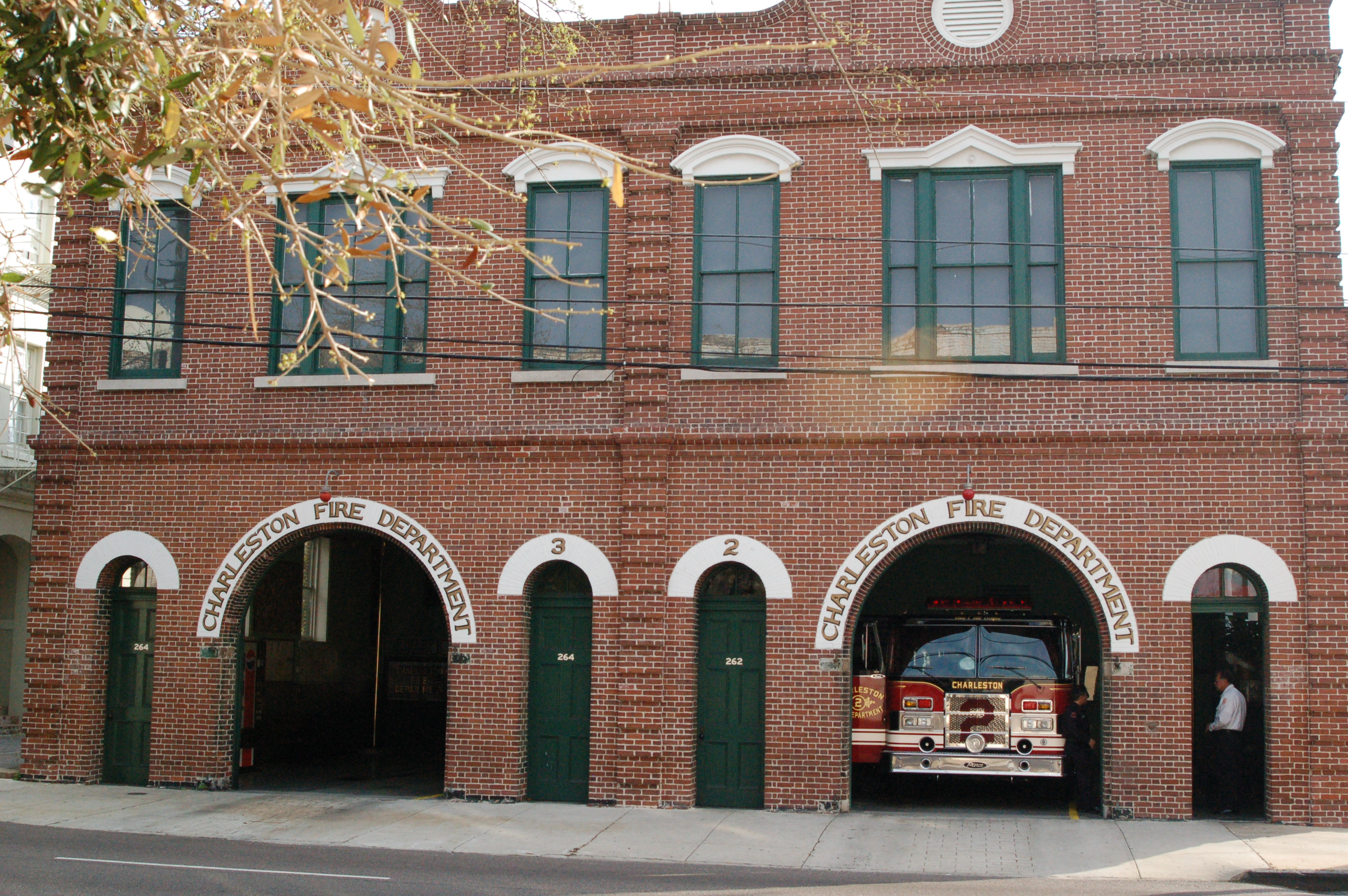
Departamento de bomberos.

Charleston tiene un alcalde con un vicepresidente. El alcalde es el jefe ejecutivo de la administración de la municipalidad. El alcalde preside también las reuniones del consejo de la ciudad y tiene un voto igual que los otros miembros de consejo.
- Alcalde: Joseph P. Riley, Jr.
- Vicealcalde: Deborah Morinelli
- Miembros del consejo:
  - Henry B. Fishburne, Jr.
  - Deborah Morinelli
  - James Lewis, Jr.
  - Jimmy S. Gallant, III
  - Wendell G. Gilliard
  - Louis L. Waring
  - Yvonne D. Evans
  - Paul Tinkler
  - Larry D. Shirley
  - Anne Frances Bleecker
  - G. Robert George
- Jefe de bombeeros: Russell Thomas
- Jefe de policía: Greg Mullen - Subdirector anterior de la policía en la ciudad de Virginia Beach (Virginia).

### Transportes

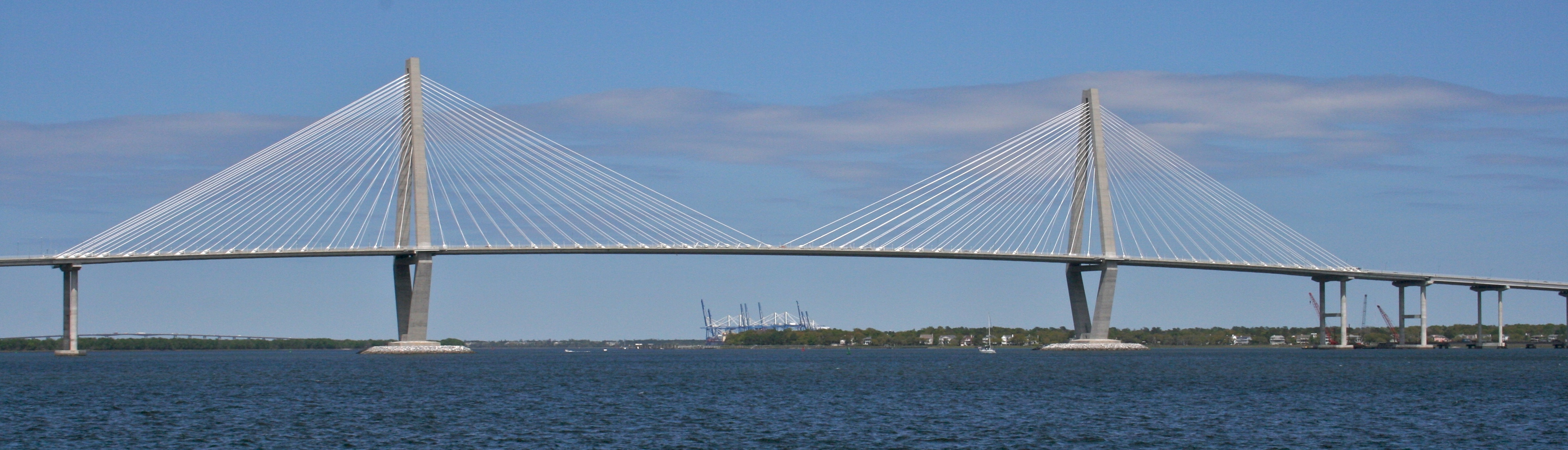
El nuevo puente de Arthur Ravenel Jr., construido en 2005, es el puente atirantado más largo del hemisferio oeste.

La zona de Charleston está servida por Charleston International Airport (IATA: CHS, OACI: KCHS), el cual es el de más tráfico de Carolina del Sur.
El puente Arthur Ravenel Jr. a través del río Cooper inaugurado el 16 de julio de 2005 es el puente atirantado más grande de América. El puente une Mount pleasant con el centro de Charleston, con ocho carriles y aceras para peatones y bicicletas. Reemplazó al puente Silas N. Pearman (construido en 1966) y el puente John P. Grace Memorial (construido en 1929). Fueron demolidos tras la inauguración del puente Arthur.

### Escuelas, colegios y universidades
Charleston forma distrito de la escuela del condado de Charleston, que se divide a su vez en ocho distritos. Estos ocho distritos educan a aproximadamente 48 500 estudiantes desde el jardín de la infancia hasta el último grado, y contienen 42 escuelas primarias, 13 escuelas medias, 8 escuelas secundarias, 12 escuelas magnet, y 4 escuelas a la carta. 
Charleston también está servida por el distrito de la escuela del condado de Berkeley en las zonas norteñas de la ciudad, tales como el distrito industrial de Cainhoy, distrito histórico de Cainhoy, e isla de Daniel. Charleston también es servida por una gran cantidad de escuelas privadas. Para nombrar algunos: Porter-Gaud School, Bishop England, Ashley Hall, First Baptist, Charleston Day, Mason Prep, James Island Christian School, and Charleston Collegiate.
En Charleston se ubican dos importantes instituciones de educación superior:
- College of Charleston. Decimotercera universidad más vieja de la nación y primera universidad pública.
- The Citadel, The Military College of South Carolina.

## Barrios y divisiones de la ciudad
Charleston se compone de una península principal rodeada por numerosas islas y las islas de la barrera son también parte del área del metro de Charleston. La ciudad de Charleston apropiada incluye la península principal, un área al oeste del río de Ashley conocido como, Ashley del oeste y un área al este del río Cooper conocido como, Cooper del este.

### Barrios en la península
- Ansonborough
- Cannonborough
- Central Business District
- Downtown
- Dr. Martin Luther King Jr. Memorial District
- Eastside
- Elliotborough
- French Quarter (Charleston)|French Quarter
- Harleston Village
- Hampton Park Terrace
- Historic District
- Industrial District
- Mazyck-Wraggsborough
- Medical District
- North Central
- Radcliffeborough
- Shopping District
- South of Broad
- Uptown
- Westside
- Wagener Terrace

### Barrios de West Ashley

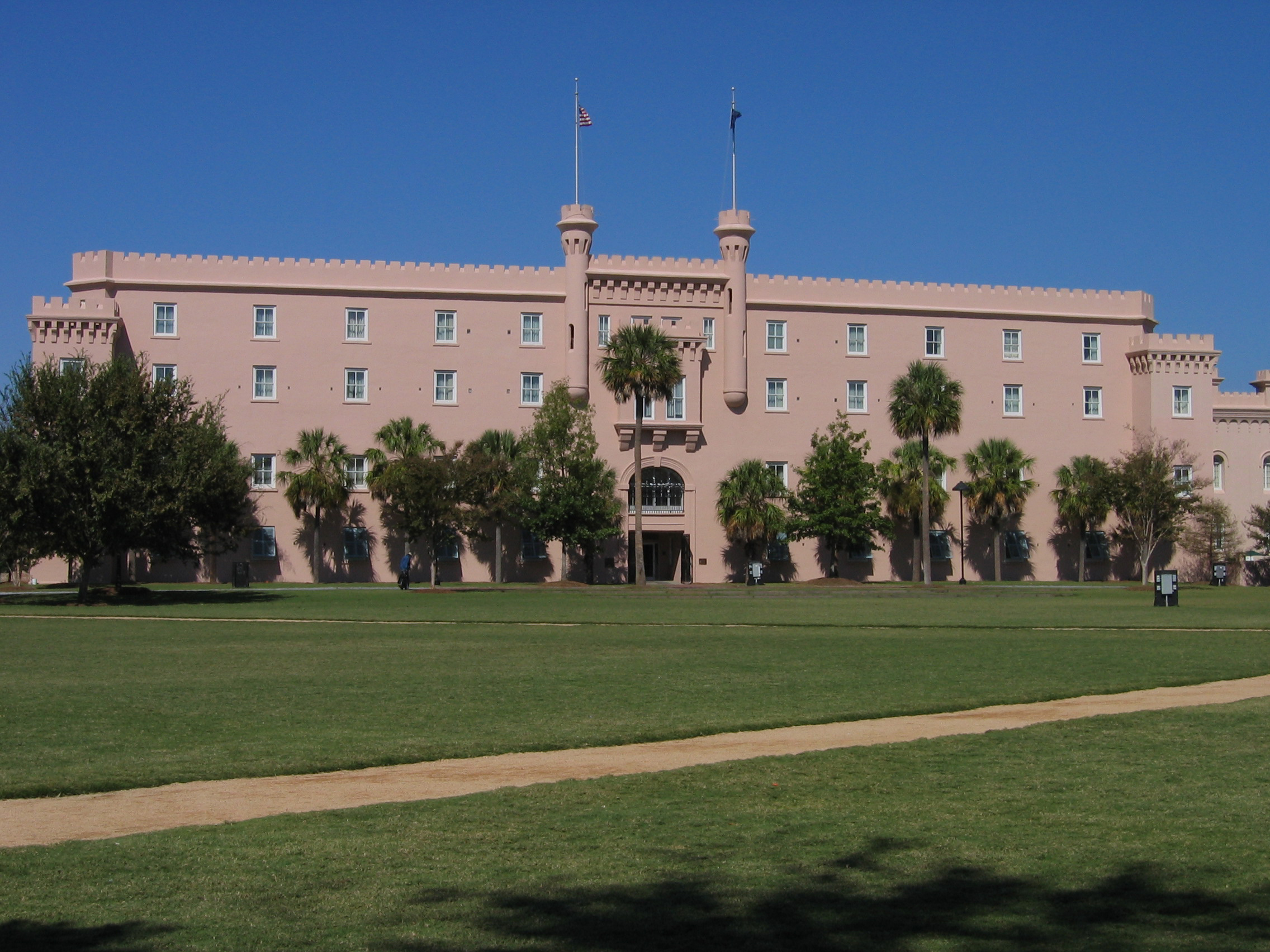
Arsenal de Carolina del Sur (vieja Citadel)

- Ardmore
- Ashley Harbor
- Ashleyville
- Canterbury Woods
- Charlestowne Estates
- Drayton on the Ashley
- Grand Oaks Plantation
- Heathwood
- Hickory Hill
- Lenevar
- MacLaura Hall
- Old Towne Acres
- Orleans Woods
- Maryville
- Melrose
- Parkshore
- Ponderosa
- Saint Andrews
- Sandhurst
- Shadowmoss Plantation
- Sherwood Forest
- South Windermere
- Springfield
- The Crescent
- Village Green
- Windermere

## Parques en Charleston
- Brittlebank Park & Fishing Pier
- Cannon Park
- Charles Towne Landing
- Concord Park
- Corrine Jones Playground
- Etwin Park
- Hampton Park
- Harmon Park
- Hester Park
- Mall Park
- Martin Park
- Mary Utsey Park
- McMahon Playground
- Middleton Place
- Mitchell Park
- Moultrie Park
- Parkshore Park
- Waterfront Park
- West Ashley Park
- White Point Park & Gardens

## Puertos deportivos
Charleston tiene un rico patromonio marítimo, la evidencia de esto es vasto número de barcos visibles en los muelles de la costa, como por ejemplo:
- City Marina
- Ashley Marina
- Cooper River Marina operado por Charleston County Parks & Recreation
- Charleston Maritime Center
- Buzzard's Roost - Isla de Jhon
- Stono Marina - Isla de Jhon
- Bohicket Marina - Isla de Jhon
- Mariner's Cay - Folly Beach
- Patriot's Point - Mount Pleasant
- Toler's Cove - Isla de Sullivan
- Duncan's Boat Harbor - North Charleston
- Isle of Palms Marina - Isle de Palms
- Wild Dunes Yacht Harbour - Isle de Palms
- Charleston Harbor Resort Marina - Mount Pleasant
- Daniel Island Marina - Isla Daniel

## Ciudades hermanadas
Charleston tiene dos ciudades hermanadas:
- Spoleto (Umbría, Italia)
- Berlín-Tempelhof, Alemania
- Ciudad de Panamá

### Art, Architecture, Literature, Science
- Cothran, James R. Gardens of Historic Charleston. U. of South Carolina Press, 1995. 177 pp.
- Greene, Harlan. Mr. Skylark: John Bennett and the Charleston Renaissance. University of Georgia Press, 2001. 372 pp.
- Hutchisson, James M. and Greene, Harlan, ed. Renaissance in Charleston: Art and Life in the Carolina Low Country, 1900-1940. U. of Georgia Press, 2003. 259 pp.
- Hutchisson, James M. DuBose Heyward: A Charleston Gentleman and the World of Porgy and Bess. [University Press of Mississippi, 2000. 225 pp.
- McNeil, Jim. Charleston's Navy Yard: A Picture History. Charleston, S.C.: Coker Craft, 1985. 217 pp.
- O'Brien, Michael and Moltke-Hansen, David, ed. Intellectual Life in Antebellum Charleston.  University of Tennessee Press, 1986. 468 pp.
- Poston, Jonathan H. The Buildings of Charleston: A Guide to the City's Architecture. U. of South Carolina Press, 1997. 717 pp.
- Severens, Kenneth. Charleston: Antebellum Architecture and Civic Destiny. U. of Tennessee Press, 1988. 315 pp.
- Stephens, Lester D. Science, Race, and Religion in the American South: John Bachman and the Charleston Circle of Naturalists, 1815-1895. U. of North Carolina Press, 2000. 338 pp.
- Waddell, Gene. Charleston Architecture: 1670-1860. 2 vol. Charleston, S.C.: Wyrick, 2003. 992 pp.
- Weyeneth, Robert R. Historic Preservation for a Living City: Historic Charleston Foundation, 1947-1997.  (Historic Charleston Foundation Studies in History and Culture series.) U. of South Carolina Press, 2000. 256 pp.
- Yuhl, Stephanie E. A Golden Haze of Memory: The Making of Historic Charleston. U. of North Carolina Press, 2005. 285 pp.
- Zola, Gary Phillip. Isaac Harby of Charleston, 1788-1828: Jewish Reformer and Intellectual. U. of Alabama Press, 1994. 284 pp.

### Historia
- Bellows, Barbara L. Benevolence among Slaveholders: Assisting the Poor in Charleston, 1670-1860. Louisiana State U. Press, 1993. 217 pp.
- Drago, Edmund L. Initiative, Paternalism, and Race Relations: Charleston's Avery Normal Institute. U. of Georgia Press, 1990. 402 pp.
- Egerton, Douglas R. He Shall Go Out Free: The Lives of Denmark Vesey. Madison House, 1999. 248 pp. online review
- Greene, Harlan; Hutchins, Harry S., Jr.; and Hutchins, Brian E. Slave Badges and the Slave-Hire System in Charleston, South Carolina, 1783-1865. McFarland, 2004. 194 pp.
- Jenkins, Wilbert L. Seizing the New Day: African Americans in Post-Civil War Charleston. Indiana U. Press, 1998. 256 pp.
- Johnson, Michael P. and Roark, James L. No Chariot Let Down: Charleston's Free People of Color on the Eve of the Civil War.  U. of North Carolina Press, 1984. 174 pp.
- Kennedy, Cynthia M. Braided Relations, Entwined Lives: The Women of Charleston's Urban Slave Society. Indiana U. Press, 2005. 311 pp.
- Powers, Bernard E., Jr. Black Charlestonians: A Social History, 1822-1885., 1994. 377 pp.